# Kristin Krohn Devold
Kristin Margrethe Krohn Devold (født 12. august 1961 i Ålesund) er en norsk politiker (H) og tidligere forsvarsminister.
Hun er uddannet civiløkonom fra Norges Handelshøyskole (1985), og startede sin politikerkarriere som bystyremedlem for Høyre i Oslo fra 1992 til 1995, og fortsatte i Stortinget fra 1993 til 2005. Hun var forsvarsminister i Regeringen Kjell Magne Bondevik II (2001–2005). 18. januar 2006 blev hun generalsekretær i Den Norske Turistforening. I maj 2008 blev Krohn Devold valgt til bestyrelsesmedlem i Terra-Gruppen. Hun skal bidrage til at genoprette tilliden til Terra-Gruppen. Krohn Devold er også næstformand i Hexagon Composites ASAs bestyrelse og bestyrelsesmedlem i Aker, Aker Floating Production, Odim og Comrod Communication.

## Udmærkelser
I 2005 blev Devold udnævnt til kommandør af St. Olavs orden. Hun blev samme år tildelt Republikken Polens fortjenesteorden. I 2004 blev Devold tildelt en lettisk medalje, for at have fremmet Letlands medlemskab i NATO.